# Flaxlanden
Flaxlanden é uma comuna francesa na região administrativa de Grande Leste, no departamento Alto Reno. Estende-se por uma área de 4,33 km². Em 2010 a comuna tinha 1 490 habitantes (densidade: 344,1 hab./km²).